# Henning Petersen
Henning Petersen (* 3. September 1939 in Søllerød Kommune) ist ein ehemaliger dänischer Radrennfahrer und nationaler Meister im Radsport.

## Sportliche Laufbahn
Petersen war im Straßenradsport aktiv. Er war Teilnehmer der Olympischen Sommerspiele 1964 in Tokio. Im Mannschaftszeitfahren kam Dänemark mit Flemming Gleerup Hansen, Henning Petersen, Ole Højlund und Ole Ritter auf den 7. Rang. Bei den Straßenradsport-Weltmeisterschaften 1967 gewann er mit Leif Mortensen, Jørgen Emil Hansen und Verner Blaudzun die Silbermedaille im Mannschaftszeitfahren. 1966 gewann er die nationale Meisterschaft im Mannschaftszeitfahren mit Per Nørup-Hansen und Svend Erik Bjerg. 1967 holte er den Titel mit Per Norup, Svend Erik Bjerg und Finn Stavnsholdt. 1964 war er Vize-Meister geworden. In der Internationalen Friedensfahrt 1963 wurde er 20., 1964 50. und 1967 61. der Gesamtwertung. 1968 fuhr er eine Saison als Berufsfahrer im italienischen Radsportteam Germanvox-Wega. Im Giro d’Italia 1968 kam er nicht ins Ziel.